# Distrito electoral federal 20 de la Ciudad de México
El XX Distrito Electoral Federal de Ciudad de México es uno de los 300 Distritos Electorales en los que se encuentra dividido el territorio de México y uno de los 24 en los que se divide Ciudad de México. Su cabecera es Iztapalapa de Cuitláhuac.Abarca el noroeste de la alcaldía principalmente cercano a la zona de Taxqueña y la zona sur del Cerro de la Estrella

## Distritaciones anteriores
El XX Distrito de Ciudad de México (entonces Distrito Federal) fue creado para la conformación de la XLV Legislatura que inició en 1961. Renaldo Guzmán Orozco fue el primer diputado federal electo por este distrito.

### Distritación 1978 - 1996
Para la distritación de mayo de 1978, el XX Distrito se ubicó dentro del territorio de la delegación Gustavo A. Madero.

### Distritación 1996 - 2005
En 1996 se establece en la sección oeste de Iztapalapa, a excepción que también incluía zonas al sur de la Calzada Ermita-Iztapalapa.

### Distritación 2005 - 2017
Ocupó la zona central de Iztapalapa, incluyendo la cabecera de la alcaldía y los llamados barrios históricos de esta demarcación, localizados al norte de la Calzada Ermita-Iztapalapa. Incluía 234 secciones.

## Diputados por el distrito
| Diputado                         | Grupo parlamentario | Legislatura   | Periodo     |
| -------------------------------- | ------------------- | ------------- | ----------- |
| Renaldo Guzmán Orozco            |                     | XLV           | 1961 - 1964 |
| Antonio Martínez Manautou        |                     | XLVI          | 1964 - 1967 |
| Ignacio Guzmán Garduño           |                     | XLVII         | 1967 - 1970 |
| Oscar Hammeken Martínez          |                     | XLVIII        | 1970 - 1973 |
| Ricardo Castañeda Gutiérrez      |                     | XLIX          | 1973 - 1976 |
| Jesús González Balandrano        |                     | L             | 1976 - 1979 |
| Ricardo Castañeda Gutiérrez      |                     | LI            | 1979 - 1982 |
| Mateo de Regil Rodríguez         |                     | LII           | 1982 - 1985 |
| Antonio Punzo Gaona              |                     | LIII          | 1985 - 1988 |
| Sóstenes Melgarejo Fraga         |                     | LIV           | 1988 - 1991 |
| Silvestre Fernández Barajas      |                     | LV            | 1991 - 1994 |
| Adolfo Ramón Flores Rodríguez    |                     | LVI           | 1994 - 1997 |
| Benito Mirón Lince               |                     | LVII          | 1997 - 2000 |
| Mónica Leticia Serrano Peña      |                     | LVIII         | 2000 - 2003 |
| Diana Bernal Ladrón de Guevara   |                     | LIX           | 2003 - 2006 |
| Efraín Morales Sánchez           |                     | LX            | 2006 - 2009 |
| Mario di Costanzo                |                     | LXI           | 2009 - 2012 |
| José Alberto Benavides Castañeda |                     | LXII          | 2012 - 2015 |
| Araceli Damián González          |                     | LXIII         | 2015 - 2018 |
| Ana Karina Rojo Pimentel         |                     | LXIV LXV LXVI | 2018 -      |

## Resultados electorales

### 2021
|  | 57.4504 % |

|  | 31.8924 % |

|  | 3.3732 % |

|  | 1.6245 % |

|  | 1.7026 % |

|  | 0.8436 % |

|  | 0.1033 % |

|  | 3.0095 % |

|  | 100.00 % |

### 2018
|  | 56.4906 % |

|  | 26.9175 % |

|  | 7.2223 % |

|  | 3.6843 % |

|  | 1.7217 % |

|  | 0.0919 % |

|  | 3.8713 % |

|  | 100.00 % |

### 2009
|  | 17.12 % |

|  | 16.57 % |

|  | 19.78 % |

|  | 9.83 % |

|  | 21.25 % |

|  | 3.63 % |

|  | 1.46 % |

|  | 0.32 % |

|  | 10.04 % |

|  | 100.00 % |

### 2006
|  | 25.04 % |

|  | 11.73 % |

|  | 51.25 % |

|  | 5.91 % |

|  | 4.05 % |

|  | 0.25 % |

|  | 1.76 % |

|  | 100.00 % |